# August Starek
August Starek (Vienna, 16 febbraio 1945) è un allenatore di calcio ed ex calciatore austriaco, di ruolo attaccante.

## Carriera
Fu capocannoniere del campionato austriaco nel 1967.

## Palmarès

### Giocatore

#### Competizioni nazionali
- Campionato austriaco: 1

Rapid Vienna: 1966-1967
- Coppa d'Austria: 1

Rapid Vienna: 1975-1976
- Campionato tedesco: 2

Norimberga: 1967-1968
Bayern Monaco: 1968-1969
- Coppa di Germania: 1

Bayern Monaco: 1968-1969

#### Competizioni regionali
- Fußball-Regionalliga: 1

Simmering: 1964-1965

#### Competizioni internazionali
- Coppa Piano Karl Rappan: 1

Norimberga: 1968

### Allenatore

#### Competizioni internazionali
- Coppa Piano Karl Rappan: 2

Admira/Wacker: 1982
Rapid Vienna: 1993